# EFREI Paris
EFREI Paris, ранее называвшаяся Французской школой электроники и информатики, является частной французской инженерной школой, расположенной в Вильжюифе, департамент Иль-де-Франс, к югу от Парижа. Его курсы, специализирующиеся на информатике и менеджменте, преподаются при государственной поддержке.
EFREI была основана в 1936 году как Французская школа радиоэлектричества (École Française de Radioélectricité).
Двухлетняя магистерская программа предлагает 12 специализаций: информационные системы и облачные вычисления, бизнес-аналитика, разработка программного обеспечения, безопасность ИБ, визуализация и виртуальная реальность, ИТ для финансов, биоинформатика, большие данные, авионика и космос (встроенные системы), интеллектуальные системы и робототехника, новые источники энергии и интеллектуальные системы, сети и виртуализация.

## Знаменитые выпускники
- Пол Пот, камбоджийский политический и государственный деятель